# Per Widmark (militär)
Per Johan Widmark, född 18 november 1926 i Skellefteå, död 12 mars 2014 i Ljungbyhed, var en svensk officer i Flygvapnet.

## Biografi
Widmark avlade studentexamen vid Skellefteå högre allmänna läroverk 1945, officersexamen 1948 samt genomgick Flygkrigshögskolans allmänna kurs 1955, dess tekniska kurs 1958 och Försvarshögskolan 1965.
Widmark blev fänrik i Flygvapnet 1948 vid Hälsinge flygflottilj (F 15), där han tjänstgjorde fram till 1950. Han befordrades till löjtnant vid Bråvalla flygflottilj 1950, till kapten 1957, till major 1962, till överstelöjtnant 1966 och till överste 1971. 
Åren 1954–1958 var han divisionschef vid Bråvalla flygflottilj (F 13). Åren 1962–1964 var han flygchef vid Jämtlands flygflottilj (F 4). Åren 1969–1975 tjänstgjorde han på Försvarshögskolan (FHS) och Militärhögskolan (MHS). Åren 1975–1987 var han skolchef för Krigsflygskolan (F 5).
Widmark gifte sig 1951 med Ulla-Brita Nilsson; tillsammans fick de tre barn. Makarna Widmark är begravda på Riseberga kyrkogård.